# Téléphone
Pour les articles homonymes, voir Téléphone (homonymie).
Le téléphone est un appareil de communication initialement conçu pour transmettre la voix humaine et pouvoir communiquer à distance.
Pour fonctionner, le téléphone nécessite une infrastructure terrestre ou spatiale : le réseau téléphonique. Après y avoir raccordé son terminal fixe ou avoir allumé son téléphone mobile, l'utilisateur ayant souscrit un abonnement auprès d'un opérateur de télécommunications peut passer un appel téléphonique à un destinataire également raccordé en composant son numéro qui lui est propre, ce qui déclenche généralement la sonnerie du téléphone destinataire. Si la personne appelée accepte l'appel, une conversation téléphonique peut commencer.
Le téléphone a été conçu afin de pouvoir communiquer sur des distances lointaines, et permettre ainsi aux personnes de communiquer instantanément lorsqu’une interaction physique n’était pas possible.
Exception faite des appels d'urgence passés à des numéros spéciaux, les appels passés via un téléphone sont possibles grâce à un abonnement souscrit à un opérateur de télécommunications le plus souvent. En dehors du coût des forfaits, le coût des appels est déterminé par des tarifs d'appel établis en fonction de leur durée, du pays de destination du correspondant et de la qualité du numéro. La téléphonie représente ainsi un marché important du secteur des télécommunications.

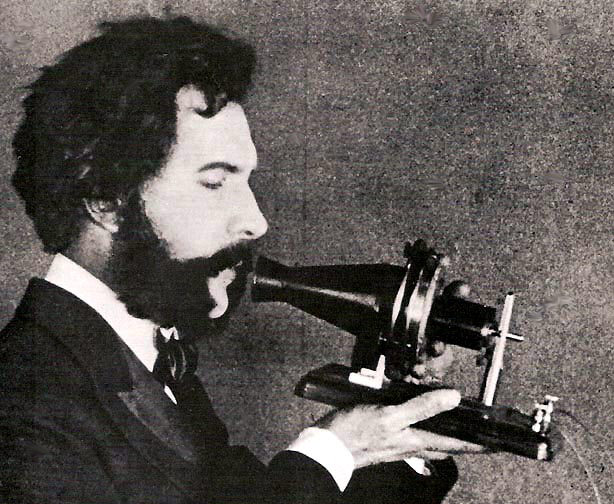
Acteur représentant Alexander Graham Bell parlant au téléphone en 1876.

## Histoire

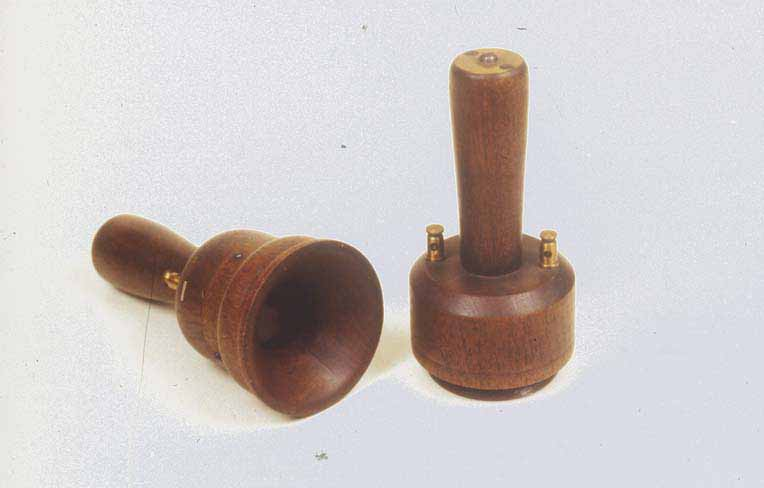
Téléphone d'Antonio Meucci musée des sciences et des techniques de Milan.

En France, Charles Bourseul, agent de l'administration des télégraphes, posa le principe du téléphone. Il publia un article dans L'Illustration du 26 août 1854, sous le titre « Transmission électrique de la parole ».
Un grand nombre d'inventeurs ayant participé de près ou de loin à l'invention et l'amélioration du téléphone, sa paternité fut et est encore l'objet de nombreuses controverses. On notera en particulier :
- Philipp Reis, dans une déclaration à la Société de physique de Francfort-sur-le-Main, prononce le mot « téléphone »[1] le 26 octobre 1861. En 1863, son dispositif expérimental aurait permis de transmettre la voix avec une bonne qualité, quoique d'une faible intensité[2].
- L'italo-américain Antonio Meucci aurait fabriqué plusieurs dispositifs téléphoniques entre 1849 et 1870, et déposé un brevet descriptif (patent caveat) le 28 décembre 1870. Il aurait confié ses prototypes à Edward B. Grant, vice-président de l'American District Telegraph Company of New York, qui les aurait par la suite perdus dans le laboratoire où travaillait Alexander Graham Bell… Le 11 juin 2002, la Chambre des représentants des États-Unis a reconnu le rôle d'Antonio Meucci dans l'invention du téléphone, en soulignant que « si Meucci avait été capable de payer les 10 $ de frais pour maintenir la promesse de brevet après 1874, aucun brevet n'aurait pu être délivré à Bell »[3].
- Le 14 février 1876, Elisha Gray communique, à l'institut américain de la propriété industrielle, une demande de brevet pour une invention concernant « la transmission et la réception électrique de la voix humaine » quelques heures après Graham Bell[4]. Le brevet de Bell aurait été examiné immédiatement à la demande de son avocat, tandis que celui de Gray ne le fut lui que le lendemain[5]. Tous les procès intentés par ce dernier pour faire reconnaître sa paternité se soldèrent par un avis en sa défaveur, et la paternité officielle de l'invention fut attribuée à Alexander Graham Bell.

Le téléphone a été exploité commercialement aux États-Unis dès 1877 et, en France dès 1879. En 1912, on compte 12 millions de postes téléphoniques dans le monde dont 8 millions aux États-Unis. Il y avait en cette même année un abonné pour 12 habitants aux États-Unis, 1 pour 71 en Grande-Bretagne et dans l'Empire allemand et 1 pour 183 en France.
Le téléphone de campagne est largement utilisé par les belligérants pendant les deux guerres mondiales. Il est branché soit sur le réseau civil, soit sur des câbles posés spécialement.

### Le téléphone manuel

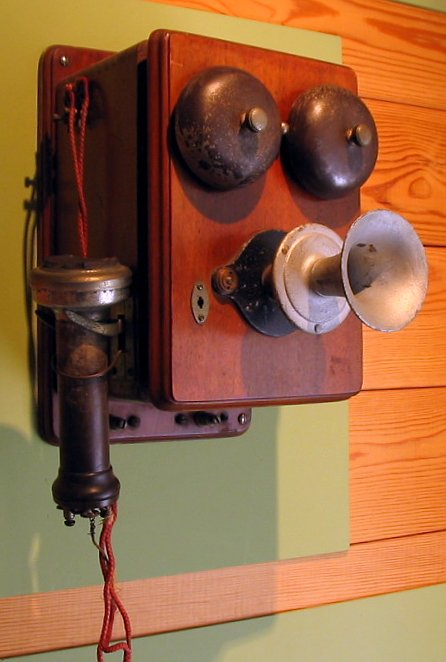
L'ancêtre des téléphones.

À ses débuts, au XIXe siècle, le réseau téléphonique est entièrement manuel et la liaison entre correspondant entièrement électrique. L'appel d'un correspondant s'effectue par la procédure suivante :
- l'abonné décroche le combiné de son téléphone, cette action provoque la chute d'un volet annonciateur au central, parfois l'allumage d'un voyant,
- une opératrice décroche et répond à l'abonné pour connaître le numéro du correspondant à appeler :
  - si le correspondant dépend du même central, la connexion avec l'abonné se fera en « local »,
  - sinon, l'opératrice appelle une autre opératrice chargée du central de rattachement de la personne appelée.

Le « bouton d'appel » a été progressivement remplacé par une « magnéto » (1898). Son rôle est de produire une tension électrique destinée à faire chuter le volet annonciateur du central. L'avantage par rapport au bouton d'appel est la suppression d'une des piles présentes chez l'abonné dont l'entretien était particulièrement coûteux.

### Le téléphone automatique
Le téléphone automatique a été inventé par Almon Strowger, aux États-Unis vers 1891. Celui-ci, entrepreneur de pompes funèbres, soupçonnant les opératrices de privilégier son concurrent, voulait éliminer les opérations manuelles lors de l'établissement d'une communication. Le commutateur automatique sera testé en France dès 1912 à Nice.
L'intérêt du téléphone automatique est d'appeler directement un correspondant sans passer par une opératrice. L'usager décroche le combiné de son téléphone puis transmet à une machine, à l'aide d'un cadran mobile, la série de chiffres identifiant son correspondant (son numéro de téléphone).
Lors du passage à l'automatique en région parisienne, un numéro à trois chiffres a été associé à chaque central téléphonique. Les abonnés devaient composer ces trois chiffres, puis le numéro de leur correspondant. Comme les abonnés avaient en mémoire les noms des centraux de leurs correspondants, on écrivit sur les cadrans de numérotation des appareils, quelques lettres de l'alphabet pour chaque chiffre, ce qui permit de conserver longtemps l'habitude, en donnant son numéro, de donner le nom du central, par exemple DANTON et non le numéro 326 correspondant. Il fallait néanmoins appeler l'opératrice par le 16 pour les relations « interurbaines » et par le 19 pour les relations « internationales ».

### La téléphonie mobile

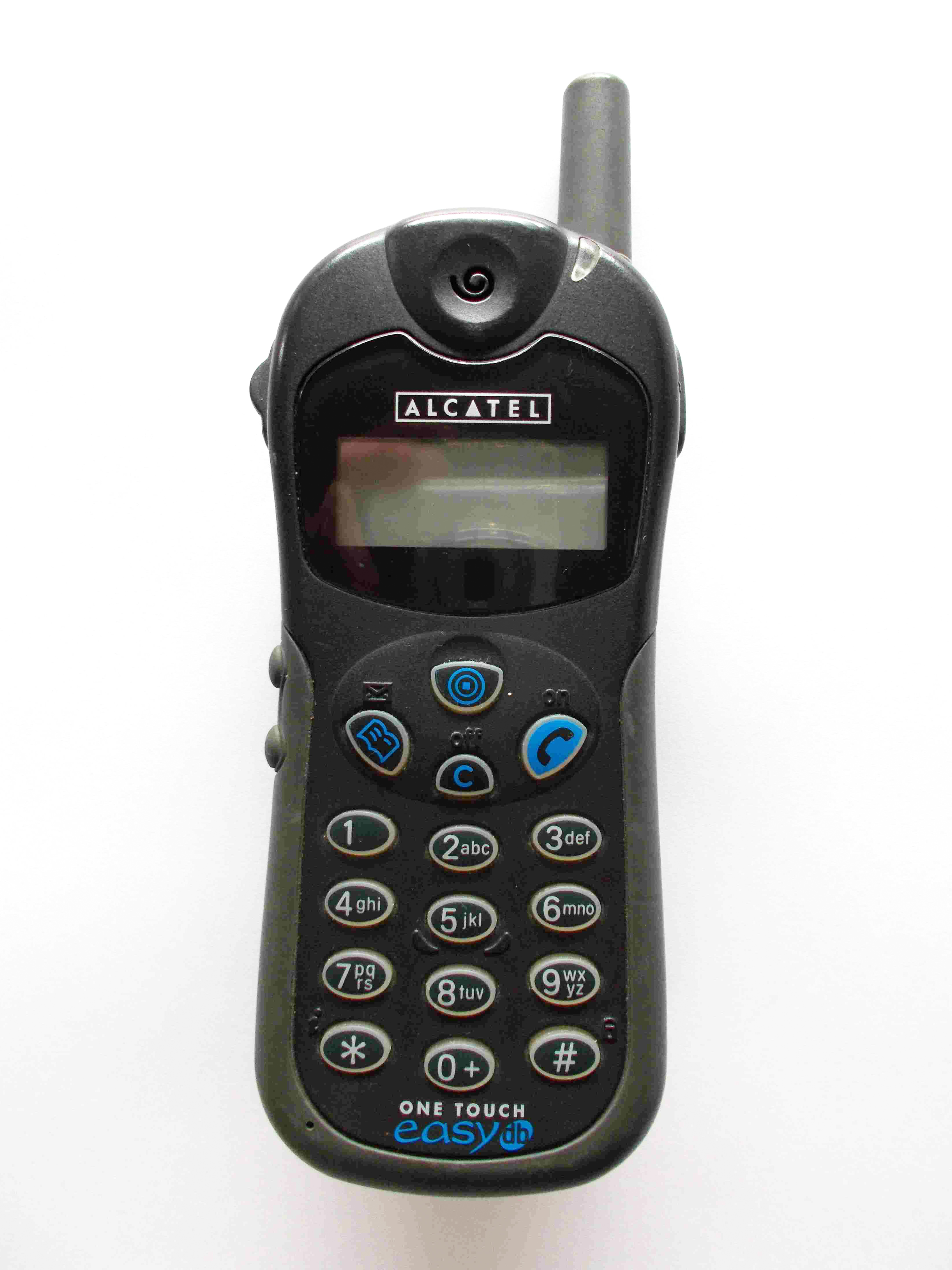
Téléphone mobile Alcatel One Touch Easy - Année 2000.

La téléphonie mobile est née dans les années 1950 aux États-Unis. Les premiers réseaux nécessitaient l'allocation d'une fréquence par communication, et les secteurs géographiques étaient larges (peu d'abonnés par unité de surface). Par la suite, les réseaux cellulaires ont permis un usage plus rationnel des fréquences, augmentant ainsi de façon considérable la capacité des réseaux.
Sa fonction d'usage est la communication vocale, mais le téléphone mobile permet aussi d'envoyer des messages succincts, appelés « SMS ». Avec l'évolution de l'électronique, le texte a pu être agrémenté d'images, puis de photographies, de sons et de vidéos. Des équipements embarqués associés à des services à distance permettent aussi de :
- lire et rédiger des emails ;
- naviguer sur Internet ;
- jouer ;
- photographier et enregistrer des vidéos ;
- écouter de la musique.

Outre la communication téléphonique classique, le téléphone mobile a développé d'autres fonctionnalités telles que l'accès à Internet (Web).

### VoIP
Depuis la fin du XXe siècle, la téléphonie se sert souvent d'Internet, s'appuyant sur des protocoles spécifiques, tel que SIP, pour transmettre la voix sur réseau IP (VoIP).

## Équipement et installation

### Téléphone fixe

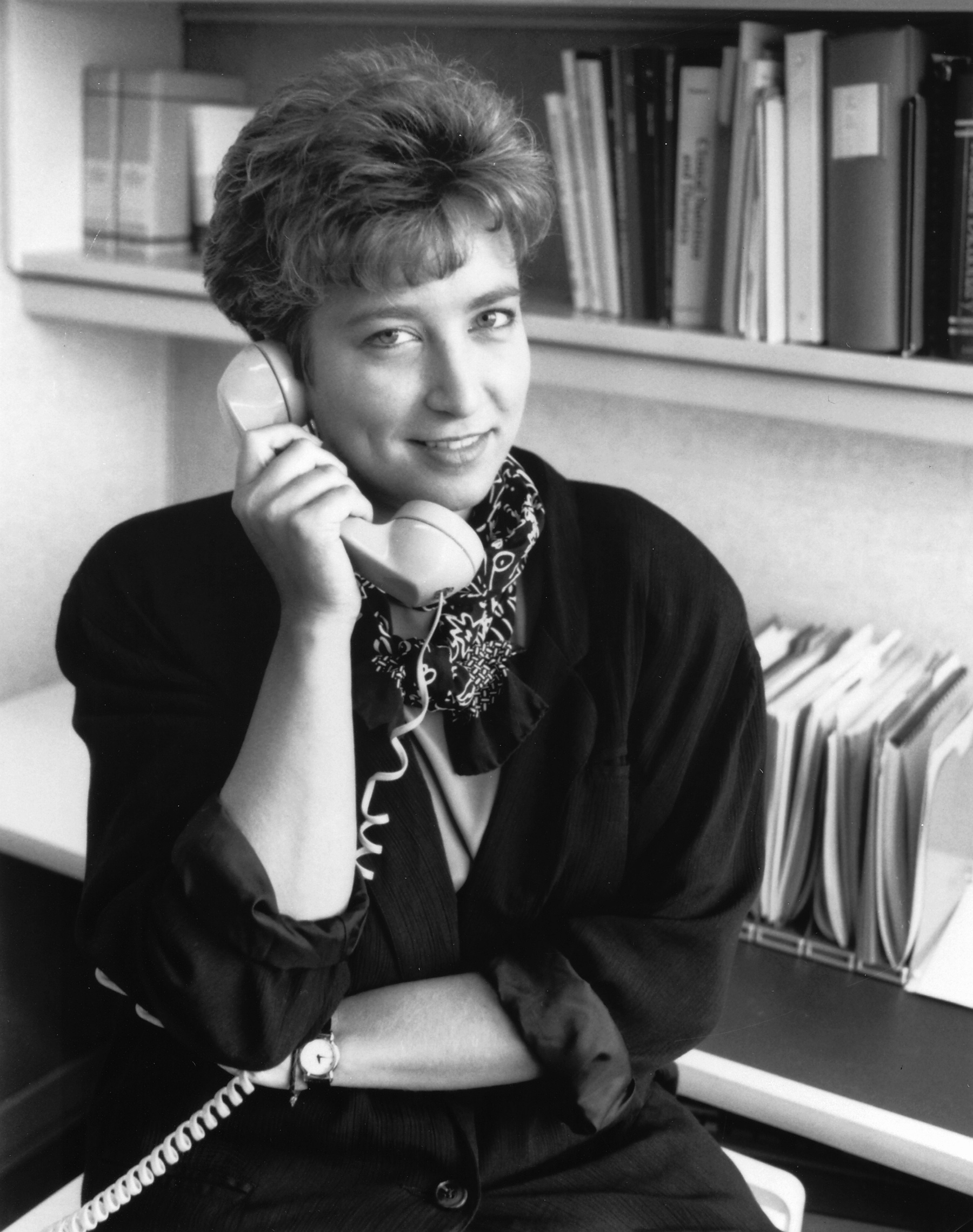
Personne utilisant un téléphone fixe dans les années 1980.

Le téléphone se compose historiquement de deux blocs :
- un boîtier contenant les organes de transmission de la parole, très souvent un système de sonnerie pour signaler un appel et un cadran ou un clavier permettant un dialogue avec le central téléphonique. Ce dialogue est effectué en composant le numéro d'un autre abonné. Le commutateur du central y répond en envoyant des tonalités d'acceptation, de refus ou d'acheminement. En France, la tonalité d'acheminement a été supprimée le 18 octobre 1996 à 23 heures, en même temps que la numérotation est passée à dix chiffres ;
- un combiné qui permet d'échanger les sons de la voix entre les deux interlocuteurs sur la ligne téléphonique. Le bloc combiné est composé de deux parties : une partie microphone qui se place devant la bouche et une partie haut-parleur qui se place à proximité de l'oreille. Le combiné est une invention relativement récente : dans les premiers temps, l'interlocuteur parlait devant une plaque de bois solidaire du boîtier ou, selon le cas, dans un petit entonnoir, en portant à son oreille l'écouteur relié au boîtier par un fil.

Avec l'évolution de l'électronique HF et des techniques numériques, les téléphones d'intérieur sont désormais sans fil le plus souvent. Un (ou plusieurs) combiné de taille réduite communique par une liaison radio sur une porteuse UHF ou VHF avec une base reliée à la ligne téléphonique. Cette liaison peut être numérique, par exemple pour les postes DECT.
Les téléphones peuvent être dotés d'écrans texte affichant diverses informations.
Ils n'utilisent plus forcément le Réseau téléphonique commuté (RTC), et peuvent se connecter sur les réseaux IPv4 et IPv6.

### Fonctionnement
Dans une pièce, les sons se propagent par ondes acoustiques. Pour le téléphone fixe, c'est différent. Les ondes sont recueillies dans un "microphone". À l’intérieur de celui-ci, les vibrations sont transformées en impulsions électriques qui sont transmises par les fils jusqu'au téléphone correspondant. L'appareil cible effectue alors le procédé inverse : les impulsions électriques sont transformées en ondes acoustiques reproduisant la voix de l'interlocuteur. Le message est donc transmis en temps réel, à la vitesse de la propagation du courant électrique.

#### Modèles de postes français

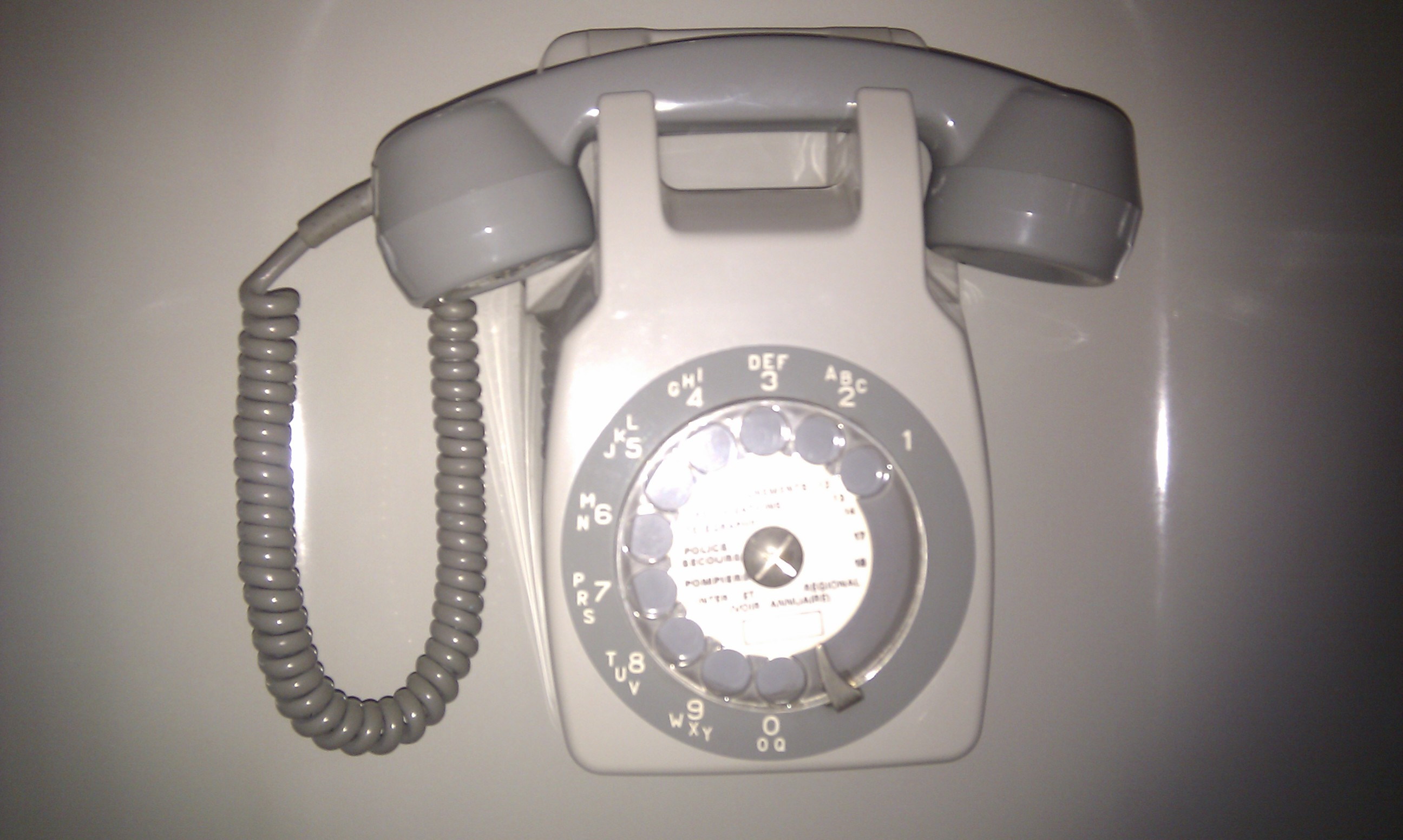
Poste téléphonique S63 mural.

- M24
- U43
- S63
- Alto
- Chorus
- Digitel 2000
- Fidélio

### Téléphone mobile
Un téléphone mobile est un appareil électronique autonome de dimension réduite permettant initialement de transmettre la voix à l'aide d'ondes radio. Avec l'amélioration des réseaux de télécommunications et la miniaturisation des composants électroniques, le téléphone mobile a évolué pour acquérir au début du XXIe siècle des fonctionnalités proches de celles des PDA.

## Symboles
En Unicode, les symboles sont :
- U+260E ☎ téléphone noir (HTML : &#9742;)
- U+260F ☏ téléphone blanc (HTML : &#9743;)
- U+2121 ℡ symbole téléphone (HTML : &#8481;)
- U+2706 ✆ symbole d'emplacement du téléphone (HTML : &#9990;)

## Anecdote
En référence au bruit qu'il émet lors de la cuisson du lait, l'anti-monte-lait est surnommé en Moselle francophone par plaisanterie un « téléphone ».